# Soccer Bowl 1977

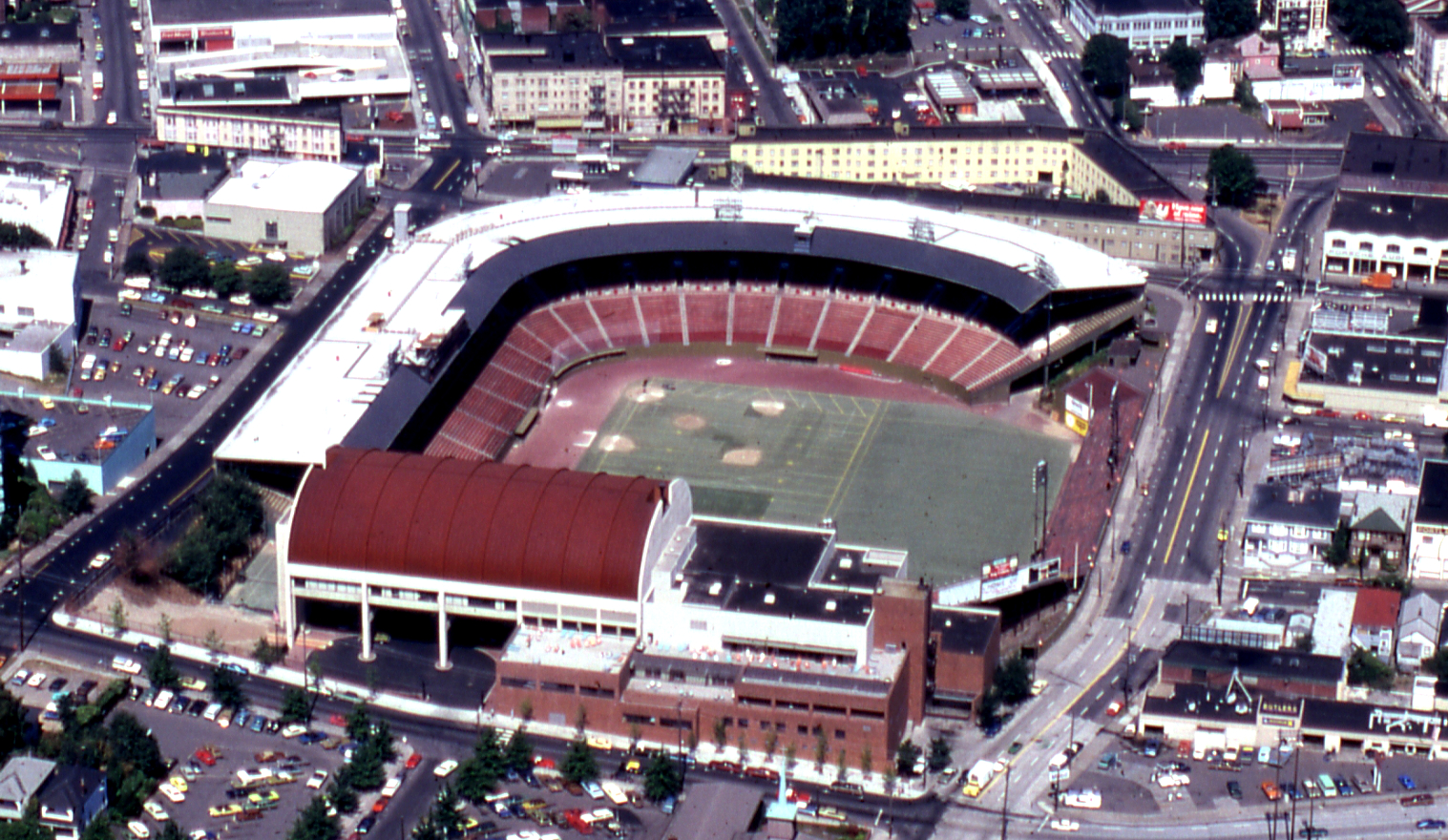
Giants Stadium, recinto donde se disputó la final.

El Soccer Bowl 1977 fue la décima final de la North American Soccer League y la tercera final con el nombre de Soccer Bowl. Se disputó en el Civic Stadium en Portland el día 28 de agosto de 1977. La disputaron los equipos del New York Cosmos y Seattle Sounders.
Los Cosmos salieron campeones tras vencer por 2-1 y alcanzando su tercer campeonato de la NASL.

## Llave
| Cosmos 2 | Seattle Sounders 1 |

## El partido
| 1  | POR | Shep Messing      |     |
| 12 | DEF | Bobby Smith       |     |
| 4  | DEF | Werner Roth       |     |
| 25 | DEF | Carlos Alberto    |     |
| 14 | MED | Nelsi Morais      |     |
| 8  | MED | Terry Garbett     | 45' |
| 6  | MED | Franz Beckenbauer |     |
| 7  | DEL | Tony Field        |     |
| 10 | DEL | Pelé              |     |
| 9  | DEL | Giorgio Chinaglia |     |
| 11 | DEL | Steve Hunt        |     |
| DT | DT  | Eddie Firmani     |     |

| 1  | POR | Tony Chursky    |     |
| 4  | DEF | Mel Machin      |     |
| 3  | DEF | Jim McAlister   |     |
| 5  | DEF | Mike England    |     |
| 17 | DEF | Dave Gillett    |     |
| 16 | MED | Adrian Webster  |     |
| 15 | MED | Steve Buttle    |     |
| 19 | MED | Jimmy Robertson | 79' |
| 2  | MED | Jocky Scott     |     |
| 18 | DEL | Tommy Ord       |     |
| 12 | DEL | Micky Cave      | 68' |
| DT | DT  | Jim Gabriel     |     |

| 3 | MED | Vito Dimitrijević | 45' |

| 8 | MED | David Butler  | 68' |
| 6 | DEL | Tommy Jenkins | 79' |

|  | 20' | Steve Hunt        |
|  | 78' | Giorgio Chinaglia |

|  | 24' | Tommy Ord |

| Amonestado | 63' | Franz Beckenbauer |
| Amonestado | 66' | Carlos Alberto    |
| Amonestado | 74' | Vito Dimitrijević |

| Amonestado | 16' | Tommy Ord |

| 1  | POR | Shep Messing      |     |
| 12 | DEF | Bobby Smith       |     |
| 4  | DEF | Werner Roth       |     |
| 25 | DEF | Carlos Alberto    |     |
| 14 | MED | Nelsi Morais      |     |
| 8  | MED | Terry Garbett     | 45' |
| 6  | MED | Franz Beckenbauer |     |
| 7  | DEL | Tony Field        |     |
| 10 | DEL | Pelé              |     |
| 9  | DEL | Giorgio Chinaglia |     |
| 11 | DEL | Steve Hunt        |     |
| DT | DT  | Eddie Firmani     |     |

| 1  | POR | Tony Chursky    |     |
| 4  | DEF | Mel Machin      |     |
| 3  | DEF | Jim McAlister   |     |
| 5  | DEF | Mike England    |     |
| 17 | DEF | Dave Gillett    |     |
| 16 | MED | Adrian Webster  |     |
| 15 | MED | Steve Buttle    |     |
| 19 | MED | Jimmy Robertson | 79' |
| 2  | MED | Jocky Scott     |     |
| 18 | DEL | Tommy Ord       |     |
| 12 | DEL | Micky Cave      | 68' |
| DT | DT  | Jim Gabriel     |     |

| 3 | MED | Vito Dimitrijević | 45' |

| 8 | MED | David Butler  | 68' |
| 6 | DEL | Tommy Jenkins | 79' |

|  | 20' | Steve Hunt        |
|  | 78' | Giorgio Chinaglia |

|  | 24' | Tommy Ord |

| Amonestado | 63' | Franz Beckenbauer |
| Amonestado | 66' | Carlos Alberto    |
| Amonestado | 74' | Vito Dimitrijević |

| Amonestado | 16' | Tommy Ord |

| \| Estadísticas \| Cosmos \| Seattle Sounders \| \| Goles \| 2 \| 1 \| \| Tiros \| 29 \| 26 \| \| Tapadas \| 11 \| 8 \| \| Tiros a puerta \| 10 \| 12 \| \| Faltas \| 11 \| 14 \| \| Saques de esquina \| 13 \| 6 \| \| Fueras de juego \| 6 \| 4 \| \| Tarjetas amarillas \| 3 \| 1 \| |        |                  |
| Estadísticas | Cosmos | Seattle Sounders |
| Goles | 2      | 1                |
| Tiros | 29     | 26               |
| Tapadas | 11     | 8                |
| Tiros a puerta | 10     | 12               |
| Faltas | 11     | 14               |
| Saques de esquina | 13     | 6                |
| Fueras de juego | 6      | 4                |
| Tarjetas amarillas | 3      | 1                |